# 紐邁耶崖
73°7′S 1°45′W / 73.117°S 1.750°W
紐邁耶崖（德語：Neumayersteilwand）是南極洲的山崖，位於毛德皇后地的瑪塔公主海岸，由德國探險隊發現，以德國的地球物理學家命名，現時由南極條約體系管理。